# Compsophorus nigripes
Compsophorus nigripes là một loài tò vò trong họ Ichneumonidae.